# Рибосомний білок L29
Рибосомний білок L29 (англ. Ribosomal protein L29) – білок, який кодується геном RPL29, розташованим у людей на короткому плечі 3-ї хромосоми. Довжина поліпептидного ланцюга білка становить 159 амінокислот, а молекулярна маса — 17 752.
| 10         |  | 20         |  | 30         |  | 40         |  | 50         |
| ---------- |  | ---------- |  | ---------- |  | ---------- |  | ---------- |
| MAKSKNHTTH |  | NQSRKWHRNG |  | IKKPRSQRYE |  | SLKGVDPKFL |  | RNMRFAKKHN |
| KKGLKKMQAN |  | NAKAMSARAE |  | AIKALVKPKE |  | VKPKIPKGVS |  | RKLDRLAYIA |
| HPKLGKRARA |  | RIAKGLRLCR |  | PKAKAKAKAK |  | DQTKAQAAAP |  | ASVPAQAPKR |
| TQAPTKASE  |  |            |  |            |  |            |  |            |

A: Аланін

C: Цистеїн

D: Аспарагінова кислота

E: Глутамінова кислота

F: Фенілаланін

G: Гліцин

H: Гістидин

I: Ізолейцин

K: Лізин

L: Лейцин

M: Метіонін

N: Аспарагін

P: Пролін

Q: Глутамін

R: Аргінін

S: Серин

T: Треонін

V: Валін

W: Триптофан

Цей білок за функціями належить до рибонуклеопротеїнів, рибосомних білків. 
Білок має сайт для зв'язування з молекулою гепарину.